# Charlotte Sometimes
Charlotte Sometimes, właśc. Jessica Charlotte Poland (ur. 15 stycznia 1988) – amerykańska piosenkarka i autorka tekstów, tworząca w Nowym Jorku, związana z wytwórnią Geffen Records. 6 maja 2008 ukazał się jej debiutancki album Waves and the Both of Us.

## Życiorys
Wychowywała się w Wall Township przez całe swoje dotychczasowe życie, wraz z jej rodzicami adopcyjnymi - Hartson i Tracy Poland. Nadano jej imię z książki dla dzieci Penelope Framer'a z 1969 roku.
Charlotte śpiewała nim zaczęła mówić, gdy miała 13 lat zaczęła uczęszczać na lekcje śpiewu i kółko teatralne. Gdy miała 14 lat nauczyła się grać na gitarze, a gdy kończyła szkołę miała około 100 tekstów piosenek.

## Skład zespołu
- Charlotte (Jessica Poland) – wokal, gitara, teksty
- Coley O'Toole– keyboard, chórki
- Spencer Peterson – perkusja
- PJ – gitara
- Shaun – gitara basowa

## Dyskografia
- Charlotte Sometimes (EP, 2008)
- Waves and the Both of Us (Album, 2008)